# François Chabaud
François Chabaud né le 5 octobre 1971, est un triathlète professionnel français, champion de France de triathlon longue distance en 2004.

## Biographie

### Jeunesse
Francois Chabaud pratique le football dans sa jeunesse et découvre le triathlon en 1984 à la suite du visionnage d'un reportage sur le triathlon de Nice qui le marque profondément. Il fait ses débuts en triathlon en octobre 1986 et s'inscrit dans son premier club pour commencer sa formation en 1987 à Salon-de-Provence.

### Carrière
Il poursuit pendant plus de 20 ans une carrière professionnelle et remporte plusieurs victoires de prestige sur des compétitions nationales et internationales. Il porte à son palmarès plusieurs titres prestigieux, dont un titre de champion de France longue distance, plusieurs titres de champion du monde par équipe, une victoire sur l'Ironman France et sur l'Embrunman, triathlon XXL parmi les plus difficiles au monde. Il obtient également une 6e place lors du championnat du monde d'Ironman à Kona (Hawaï) en 2002 avec un temps de 8 h 40 min 39 s. Sociétaire du  Triathl'Aix pendant plusieurs années, c'est sous ces couleurs qu'il met un terme à une carrière de 27 années en 2013, en participant à une dernière compétition, le Natureman longue distance, dans le Sud de la France.

### Reconversion
Francois Chabaud, en tant que militaire, faisait également partie de l’équipe de triathlon de l'Armée de terre, à la fin de sa carrière il se reconvertit dans l'entrainement de triathlètes au travers de différentes structures sportives afin d'y transmettre son expérience.

## Palmarès
Le tableau présente les résultats les plus significatifs (podium) obtenus sur le circuit national et international de triathlon depuis 1999.
| Année | Compétition                                      | Pays        | Position           | Temps            |
| ----- | ------------------------------------------------ | ----------- | ------------------ | ---------------- |
| 2012  | Ironman France                                   | France      |                    | 8 h 45 min 23 s  |
| 2011  | Ironman France                                   | France      |                    | 8 h 37 min 18 s  |
| 2010  | Championnat du monde longue distance             | Allemagne   |                    | 6 h 32 min 4 s   |
| 2010  | Championnat du monde longue distance par équipes | Allemagne   |                    |                  |
| 2010  | Championnat de France longue distance            | France      |                    | 4 h 3 min 55 s   |
| 2009  | Championnat du monde longue distance par équipes | Australie   |                    |                  |
| 2009  | Triathlon de Gérardmer                           | France      |                    | 4 h 25 min 4 s   |
| 2008  | Championnat du monde longue distance             | France      |                    | 5 h 45 min 36 s  |
| 2008  | Championnat du monde longue distance par équipes | Pays-Bas    |                    |                  |
| 2008  | Championnat de France longue distance            | France      |                    | 3 h 41 min 52 s  |
| 2006  | Embrunman                                        | France      | Médaille de bronze | 10 h 3 min 31 s  |
| 2006  | Ironman France                                   | France      |                    | 8 h 53 min 10 s  |
| 2005  | Championnat de France longue distance            | France      |                    | Timing           |
| 2005  | Championnat du monde longue distance par équipes | Danemark    |                    |                  |
| 2005  | Ironman Royaume-Uni                              | Royaume-Uni |                    | 9 h 7 min 29 s   |
| 2004  | Championnat de France longue distance            | France      |                    | Timing           |
| 2004  | Embrunman                                        | France      |                    | 10 h 10 min 24 s |
| 2002  | Championnat du monde longue distance par équipes | France      |                    |                  |
| 2002  | Ironman France (Gérardmer)                       | France      | Médaille d'or      | 8 h 55 min 3 s   |
| 2000  | Championnat du monde longue distance             | France      |                    | 6 h 26 min 49 s  |
| 2000  | Championnat du monde longue distance par équipes | France      |                    |                  |
| 2000  | Embrunman                                        | France      |                    | 10 h 1 min 49 s  |
| 1999  | Championnat du monde longue distance par équipes | Suède       |                    |                  |